# تويبيتز
تويبيتز (بالألمانية: Teupitz) هي بلدة ألمانية تقع في ألمانيا في براندنبورغ. يقدر عدد سكانها بـ 1,920 نسمة .